# Republica Sovietică Federativă Socialistă Rusă
RSFS Rusă (Republica Sovietică Federativă Socialistă Rusă) (în limba rusă Росси́йская Сове́тская Федерати́вная Социалисти́ческая Респу́блика, РСФСР) a fost cea mai mare și cu populația cea mai numeroasă dintre fostele republici sovietice, după colapsul Uniunii Sovietice transformându-se în Federația Rusă.
Statul a fost proclamat pe 7 noiembrie 1917. Pe 10 iulie 1918 a fost adoptată Constituția sovietică. A devenit parte componentă a Uniunii Sovietice în 1922, actul politic fiind oficializat prin Constituția sovietică din 1924. Pentru perioada 1917 – 1922 se folosește de cele mai multe ori termenul de Rusia bolșevică. În documentele oficiale rusești ale vremii termenele folosite au fost Republica Rusă (Российская республика) sau Republica Sovietică (Советская республика).
Țara a fost condusă de Președintele Sovietului Suprem, (ultimul titlu dintr-o serie mai lungă). Capitala era la Moscova, care era și capitala Uniunii Sovietice.
RSFS Rusă a încetat să mai fie o parte a URSS-ului pe 12 decembrie 1991, la 14 zile de la începutul procesului de dezintegrare a Uniunii Sovietice. După această dată, Rusia a renunțat la sistemul socialist și a pășit pe drumul reformelor economice și politice. Țara a fost rebotezată Federația Rusă, primul președinte fiind Boris Elțîn. Comunitatea Statelor Independente (CSI), formată după prăbușirea URSS-ului, formată la început doar din Federația Rusă, Ucraina și Kazahstan, o entitate care încerca să fie o replică a UE, are azi între membrii săi pe fostele republici sovietice cu excepția țarilor baltice (Letonia, Estonia și Lituania), Georgia (retrasă în 2008) și Ucraina (retrasă în 2014).